# 塞尔维亚
塞尔维亚共和国（羅馬化：Republika Srbija），简称塞尔维亚（羅馬化：Srbija，發音：[sř̩bija] ⓘ），是一個巴爾幹半島內陸國，位於歐洲東南部和中部、巴爾幹半島中部、潘諾尼亞平原之上，系屬中東歐國家。北邻匈牙利，东北有羅馬尼亞，东南有保加利亞，南与北馬其頓接壤，西南有黑山，西边的邻国则是波士尼亞與赫塞哥維納、克羅地亞。此外，该国宣称拥有主权的科索沃还与阿尔巴尼亚接壤。除了地位有争议的科索沃之外，全国人口665万。首都暨最大城市为贝尔格莱德。

## 历史
目前已知最古老的人類先民遺址在Sicevo( Mala Balanica ) 發現，年代距今約三十九萬年至五十二萬年。到了距今八千五百年前，塞尔维亚的首都貝爾格勒已經有較為成熟的新石器時代晚期文化斯塔爾切沃文化，在距今約六千年前，這片地區已經出現是当时欧洲比较大型的村落溫查文化。在西南部的伊利里亞人遷移之前，色雷斯人統治著塞爾維亞，公元前4世紀，希臘人在其南方殖民，後成為亞歷山大帝國的最北端。羅馬人在公元前2世紀開始征服塞爾維亞，並將其納入統治中心，有十七位羅馬皇帝出生在今天的塞爾維亞境内。
到6世紀早期，大量遷入拜占庭帝國的斯拉夫人與當地的達契亞人、伊利里亞人、色雷斯人融合，形成了現代塞爾維亞人的民族起源的基礎。弗拉斯蒂米羅維奇王朝的開國君主维谢斯拉夫在780年左右開始統治今天的塞爾維亞地區。並且在拜占庭帝國的影響下改信東正教，成為拜占庭的大公。924年保加利亞第一帝國入侵併吞塞爾維亞，927年塞爾維亞在拜占庭支持下脫離保加利亞但受拜占庭控制，最早以「塞爾維亞」為名的國家是10世紀中葉由察斯拉夫·卡羅尼米洛維奇所建立。拜占庭帝國在969年吞併了塞爾維亞公國。1169年斯特凡·尼曼雅時期尼曼雅王朝崛起，1190年拜占庭承認其獨立，1217年稱王，1330年斯特凡·烏羅什三世擊敗保加利亞第二帝國並納為附庸，14世紀中葉的沙皇斯特凡·杜尚（1331—1355年）在位期間更是把塞爾維亞國家的發展推向巔峰並頒布《斯特凡·杜尚法典》。
鄂圖曼帝國於14世紀後期開始征服巴爾幹半島，並於1389年在科索沃戰役中擊潰塞爾維亞人，到15世紀末，鄂圖曼帝國已完全征服了塞爾維亞，開始了長達5個世紀的統治。塞爾維亞在1804年和1815年兩次革命當中獲得了高度自治。1878年，塞爾維亞在俄國的協助下獲得完全的獨立，1882年成立王國，其國土僅包括今塞爾維亞的中部。在1910年代初的第一次巴爾幹戰爭和第二次巴爾幹戰爭當中，塞爾維亞的國土向南擴展，收复了科索沃地区、並兼併了今馬其頓共和國等地區，但北部的伏伊伏丁那地區當時為奧匈帝國所管轄，不在塞爾維亞國土範圍之內。
1914年6月28日，塞尔维亚民族主義者加夫里洛·普林齐普在萨拉热窝街头用伯朗宁M1900型自动手枪连开七枪，刺杀了正在对萨拉热窝进行访问的奥匈帝国的皇太子弗朗茨·斐迪南和他的妻子索菲。7月28日，奧匈帝國因此事向塞爾維亞宣戰，導致了第一次世界大戰的爆發。塞爾維亞於1914年末成功地抵抗了奧匈帝國三次進攻，1915年，同盟國（包括奧匈帝國、德意志帝國、保加利亞王國）共同向塞爾維亞發動攻勢，佔領了全境。
1918年，同盟國戰敗，塞爾維亞得以復國。該年12月，塞爾維亞正式吞併鄰國蒙特內哥羅以及由原奧匈帝國所管轄的斯洛文尼亞、克羅地亞、波斯尼亞、伏伊伏丁那，成立了“塞爾維亞人、克羅地亞人和斯洛文尼亞人王國”，隨後又更名為“南斯拉夫王國”。
第二次世界大戰時，塞爾維亞控制下的南斯拉夫三面受敵，除希臘外所有鄰國都是軸心國成員。1941年4月，軸心國侵入南斯拉夫，並將其瓜分，如伏伊伏丁那大致上被匈牙利王國兼併，科索沃併入義屬阿爾巴尼亞，塞爾維亞其餘部分則由德軍和保加利亞佔領。此時南斯拉夫人民解放軍在狄托的領導下開始反抗納粹德國的佔領。
1945年，蘇聯紅軍進入南斯拉夫，狄托在其幫助下成為國家最高領袖，他廢除了塞爾維亞的王室，建立了一個實行共產主義的南斯拉夫社會主義聯邦共和國，但在1948年與蘇聯決裂。1961年狄托和埃及總統、印度總理尼赫魯共同創立了不結盟運動。南斯拉夫在狄托的領導下，推行社會主義市場經濟，著重各民族團結以及國家的統一。南斯拉夫在這個時期成為了東歐共產主義國家當中較富裕的國家。
南斯拉夫在1990年代初期解體，1992年，作為主体部份的塞爾維亞和黑山重組成立由塞爾維亞主導的南斯拉夫聯盟共和國（南聯盟）。1999年科索沃战争後联合国建立联合国科索沃临时行政当局特派团，并结束20世纪90年代的南斯拉夫内战。2003年，南斯拉夫聯盟共和國重新組建，將國名改為塞爾維亞和黑山。2006年5月21日，黑山透過公民投票決定正式獨立，6月3日蒙特內哥羅議會正式宣佈獨立，6月5日塞爾維亞國會亦宣佈獨立並且成為塞蒙聯邦的法定繼承國，塞蒙聯邦因而解散。10月28日，塞爾維亞就是否接受新憲法草案舉行全民公決，結果顯示草案獲得通過。2008年2月17日，科索沃自行宣佈獨立為科索沃共和國，但塞爾維亞拒絕承認。。

## 地理
塞爾維亞位於中部和南歐的十字路口，是一個內陸國家，位於巴爾幹半島和潘諾尼亞平原。塞爾維亞位於北緯41°和47°以及東經18°和23°之間。該國總面積為88,361平方公里（包括科索沃），位居世界第113位；不包括科索沃，總面積為77,474平方公里，第117位。其與波斯尼亞和黑塞哥維那的邊境302公里、保加利亞318公里、克羅地亞241公里、匈牙利151公里、北馬其頓62公里、黑山124公里、羅馬尼亞476公里、科索沃352公里。潘諾尼亞平原覆蓋了該國的北部三分之一，而塞爾維亞最東端則延伸到瓦拉幾亞平原。該國中部的地形，以舒馬迪亞地區為中心，主要由河流穿過的山丘組成。山脈佔據了塞爾維亞南部三分之一的地區。迪納里克阿爾卑斯山沿著德里納河和伊巴爾河的流動延伸到西部和西南部。喀爾巴阡山脈和巴爾干山脈在塞爾維亞東部沿南北方向延伸。塞尔维亚大部分地区山丘起伏。东、西部分别为斯塔拉山脉（巴尔干山脉）和迪纳拉山脉的延续；北部的伏伊伏丁那平原為多瑙河中游平原的组成部分，河网稠密，土壤肥沃；南部多山脈、丘陵，由科索沃盆地和梅托西亚盆地组成。塞爾維亞最高點位於阿爾巴尼亞和科索沃邊界的贾拉维察山，海拔2,656米。塞爾維亞幾乎所有的河流都通過多瑙河流入黑海。多瑙河是歐洲第二大河流，在塞爾維亞境内全長588公里（佔其總長度的21%），是該國的重要水源，大摩拉瓦河是完全在塞爾維亞境內最長的河流，長度為493公里。
塞爾維亞的氣候受歐亞大陸和大西洋和地中海的影響。1月平均氣溫約為0 °C，7 月平均氣溫為22 °C，可歸類為暖濕大陸性氣候或濕潤亞熱帶氣候。海拔差異、靠近亞得里亞海和大型河流流域以及暴露於風中是氣候變化的原因。塞爾維亞南部受地中海影響。迪纳拉山脉和其他山脈有助於冷卻大部分暖空氣團。群山環繞的高原冬天非常嚴酷，冬季寒冷的東南風從喀爾巴阡山脈開始沿著多瑙河向西北穿過鐵門到貝爾格萊德。塞爾維亞記錄的最低溫度是1985年1月13日的-39.5 °C，最高記錄是2007年7月24日的44.9 °C。
塞爾維亞29.1%的領土被森林覆蓋，森林總面積為2,252,000公頃，它的2019年森林景觀完整性指數平均得分為5.29/10，在全球172個國家中排名第105位。塞爾維亞擁有歐洲39%的維管植物群、51%的歐洲魚類動物群、40%的歐洲爬行動物和兩棲動物群、74%歐洲鳥類動物群和67%的歐洲哺乳動物動物群。其豐富的山脈和河流使其成為各種動物的理想環境，其中許多動物受到保護，包括狼、猞猁、熊、狐狸和雄鹿。全國生活著17種蛇，其中8種有毒。塞爾維亞是大約380種鳥類的家園。烏瓦茨峽谷被認為是歐洲禿鷲最後的棲息地之一。在該國最北部有大約145只瀕臨滅絕的長耳貓頭鷹，是這個物種最大的聚居地。該國也有很多受威脅的蝙蝠和蝴蝶物種。

## 政治

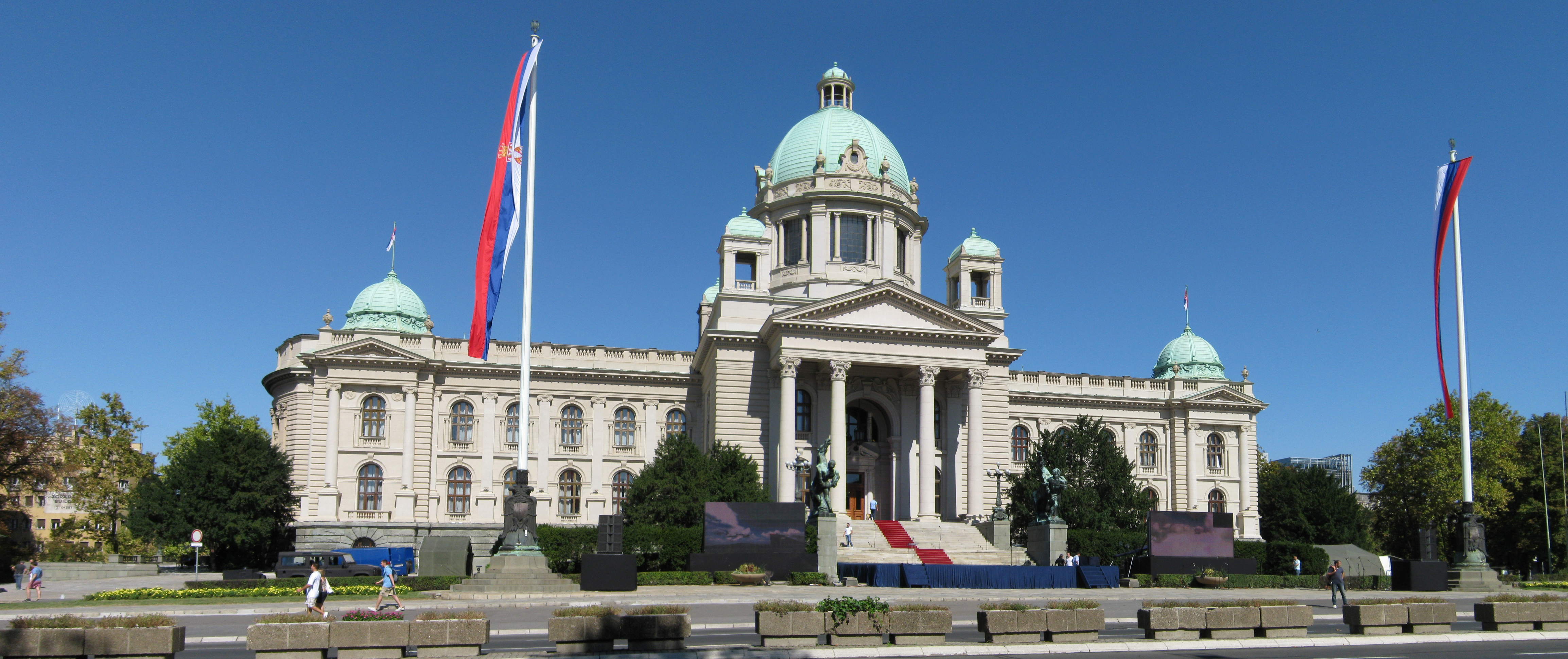
塞爾維亞國會大廈

塞爾維亞是一個議會制共和國，政府分為立法、行政和司法部門。塞爾維亞擁有歐洲最早的現代憲法之一，即1835年憲法，該憲法當時被認為是歐洲最進步和最自由的憲法之一。從那時起，它通過了10部不同的憲法。現行憲法是在黑山獨立公投之後於2006年通過的，該公投結果確認了塞爾維亞本身的獨立。總統是國家元首，由民眾投票選舉產生，任期五年，亞歷山大·武契奇的塞爾維亞進步黨是繼2017年總統選舉的現任總統。政府由總理和內閣部長組成，現任總理是由塞爾維亞進步黨提名的安娜·布爾納比奇。國民議會是一院制立法機構。自2021年以來，塞爾維亞議會席位最大的政黨是民粹主義的塞爾維亞進步黨和左翼的塞爾維亞社會黨。2021 年，塞爾維亞擔任高級公職的女性人數在歐洲排名第五。

### 外交
塞爾維亞的前身南斯拉夫於中華人民共和國成立時即予以承認，但是在蘇南交惡後，中華人民共和國選擇站在蘇聯一邊，導致兩國關係十分緊張。雖然兩國於1955年1月2日正式建交，但是兩國關係依然十分冷淡，並於1958年因南斯拉夫抵制蘇聯爲國際共產主義運動之首一事再次交惡，一直持续到1977年南斯拉夫總統狄托访华后关系才正常化。中華人民共和國在貝爾格萊德擁有大使館，並在普里什蒂納設有一辦公室。而塞爾維亞在北京擁有大使館，並在上海設有一總領事館。中華人民共和國於科索沃戰爭期間支持南斯拉夫聯盟共和國，反對北約轟炸南斯拉夫，對美军轰炸中国驻南联盟大使馆非常不滿。中國反對北約干預科索沃事務，擔心鼓勵在西藏或新疆的分離主義。
目前，塞尔维亚正积极申请加入歐洲聯盟，但欧盟方面对塞尔维亚加入设定了多个前提条件，其中最为关键的一点就是塞尔维亚必须先承认科索沃的独立地位，或实现与科索沃关系正常化。而目前塞尔维亚并不愿对此作出妥协，这就使得其加入欧盟的前景变得渺茫。不過在2014年年初，塞爾維亞終於願意和科索沃關係正常化，向邁進歐盟的路又更進一步，且塞尔维亚希望可以在2020年前加入歐盟，而歐盟也評「雄心勃勃，但並非沒有可能」。
2008年2月17日，科索沃單方面宣佈從塞爾維亞獨立，建立科索沃共和國，并获得美国、英国、加拿大、日本、法国、德国等多数联合国会员国的承认。但包括塞爾維亞共和國、俄羅斯、中華人民共和國、阿爾及利亞、摩洛哥、希臘、斯洛伐克、墨西哥、越南、羅馬尼亞、烏克蘭、西班牙、印度、巴西、尼日利亞、南非、阿根廷、白俄羅斯、巴勒斯坦、玻利維亞等國家拒絕承認科索沃的獨立地位。塞爾維亞亦正在阻止科索沃加入其它國際組織。科索沃共和國現时尚未是聯合國成員國。目前共有98個聯合國成員國、中華民國、馬耳他騎士團 、紐埃以及庫克群島承認科索沃的獨立地位。儘管如此，由於受到來自联合国安全理事会常任理事国中的俄羅斯以及中華人民共和國方面的強大壓力，科索沃成為聯合國成員國的可能性依然渺茫。而莱索托、苏里南、布隆迪、所罗门群岛、巴布亚新几内亚、科摩罗、多米尼克、格林纳达、帕劳、马达加斯加、中非共和国、多哥、塞拉利昂、加纳、瑙鲁这些国家则是先前承认科索沃独立，后来撤销承认独立的国家。塞爾維亞方面對承認科索沃獨立的國家，則採取撤回大使的方式以示抗議。這些國家包括美國、阿爾巴尼亞、保加利亞、北馬其頓、哥倫比亞、克羅地亞、法國、德國、匈牙利、土耳其、斯洛文尼亞以及英國。但近年来塞尔维亚为加入歐洲一體化而态度有所松动，于2013年和2020年分别在比利时的布鲁塞尔和美国的华盛顿与科索沃达成“政治和经济正常化”协议。

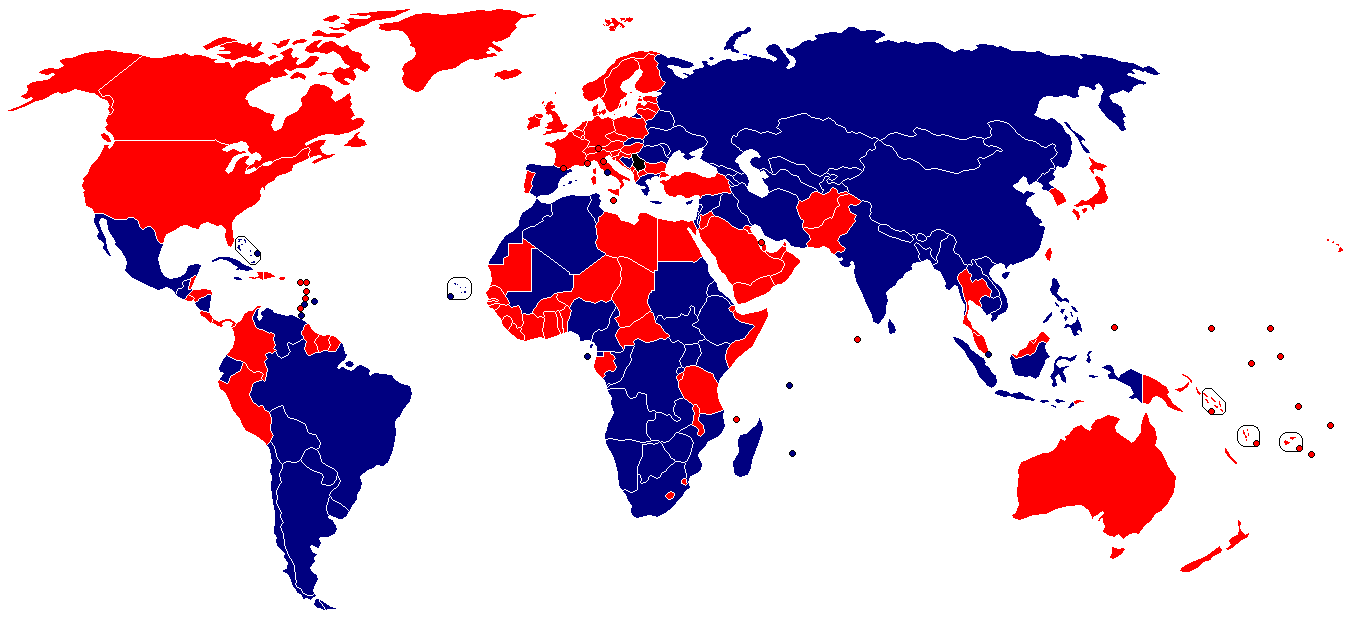
科索沃的國際地位
塞爾維亞
認為科索沃是塞爾維亞一部分的國家和地區
承認科索沃為獨立的國家和地區

### 軍事

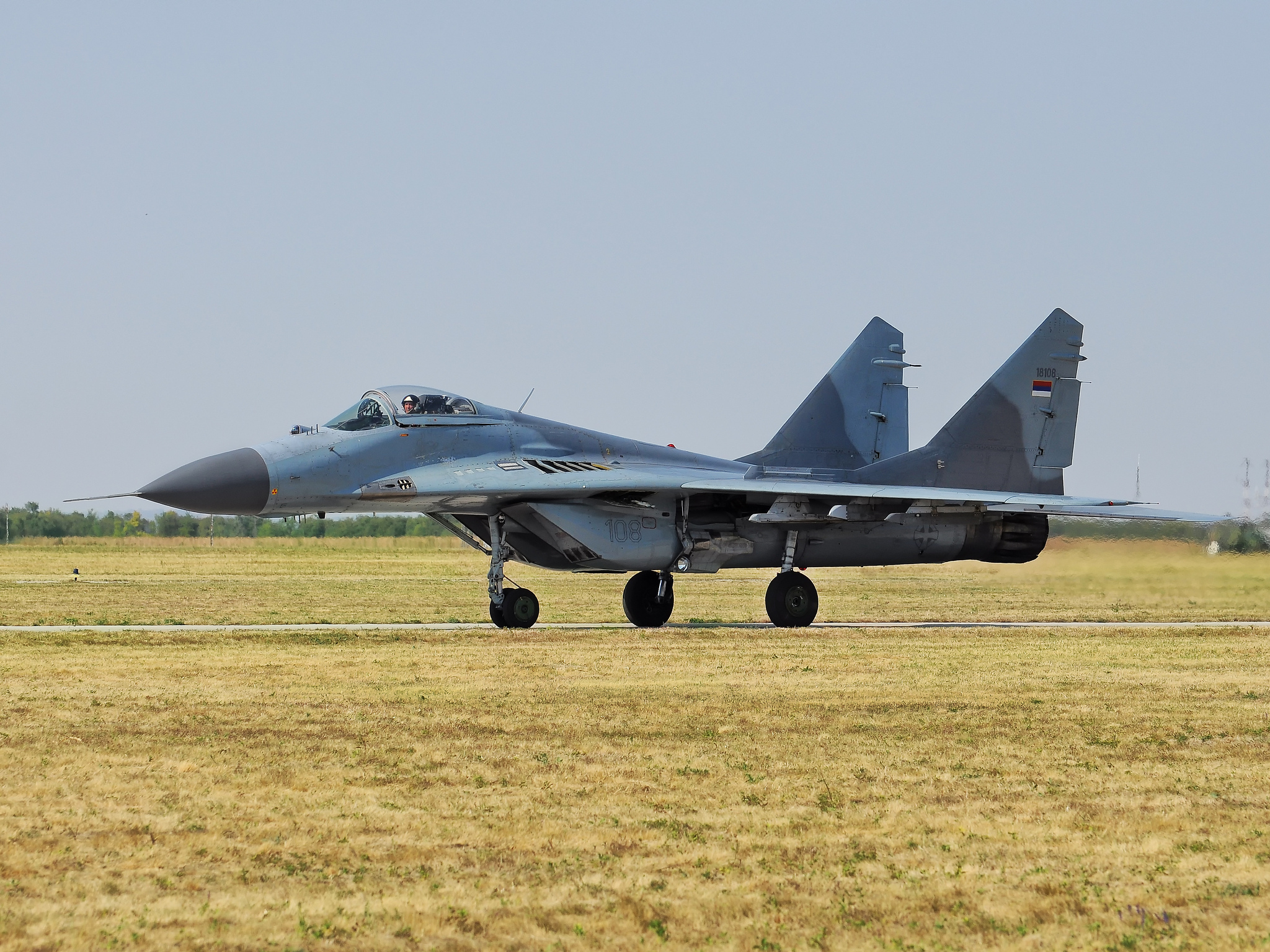
塞軍MiG-29B

塞爾維亞武裝部隊隸屬於國防部，由陸軍和空軍組成。雖然是一個內陸國家，但塞爾維亞經營著一支河流艦隊，在多瑙河、薩瓦河和蒂薩河上巡邏。截至2019年，塞爾維亞國防預算達8.04億美元。
傳統上依靠大量應徵入伍的塞爾維亞武裝部隊經歷了縮減規模、重組和專業化的時期。2011年廢除了征兵制。塞爾維亞武裝部隊有28,000名現役軍人，輔以擁有 20,000 名成員的“主動預備役”和大約 170,000 名成員的“被動預備役”。
塞爾維亞參加了北約夥伴關係行動計劃，但由於民眾的強烈反對，它無意加入北約，這主要是1999 年北約轟炸南斯拉夫的遺留問題。它是北約的觀察員成員，集體安全條約組織成員（CSTO），該國還簽署了《東南歐穩定公約》。塞爾維亞武裝部隊參加了多項多國維和任務，包括部署在黎巴嫩、塞浦路斯、科特迪瓦和利比里亞。
塞爾維亞是該地區軍事裝備的主要生產國和出口國。2018年國防出口總額約為6億美元。國防工業多年來取得了顯著增長，並且每年繼續增長。塞爾維亞是世界上平民中槍支數量最多的國家之一。

### 行政區劃

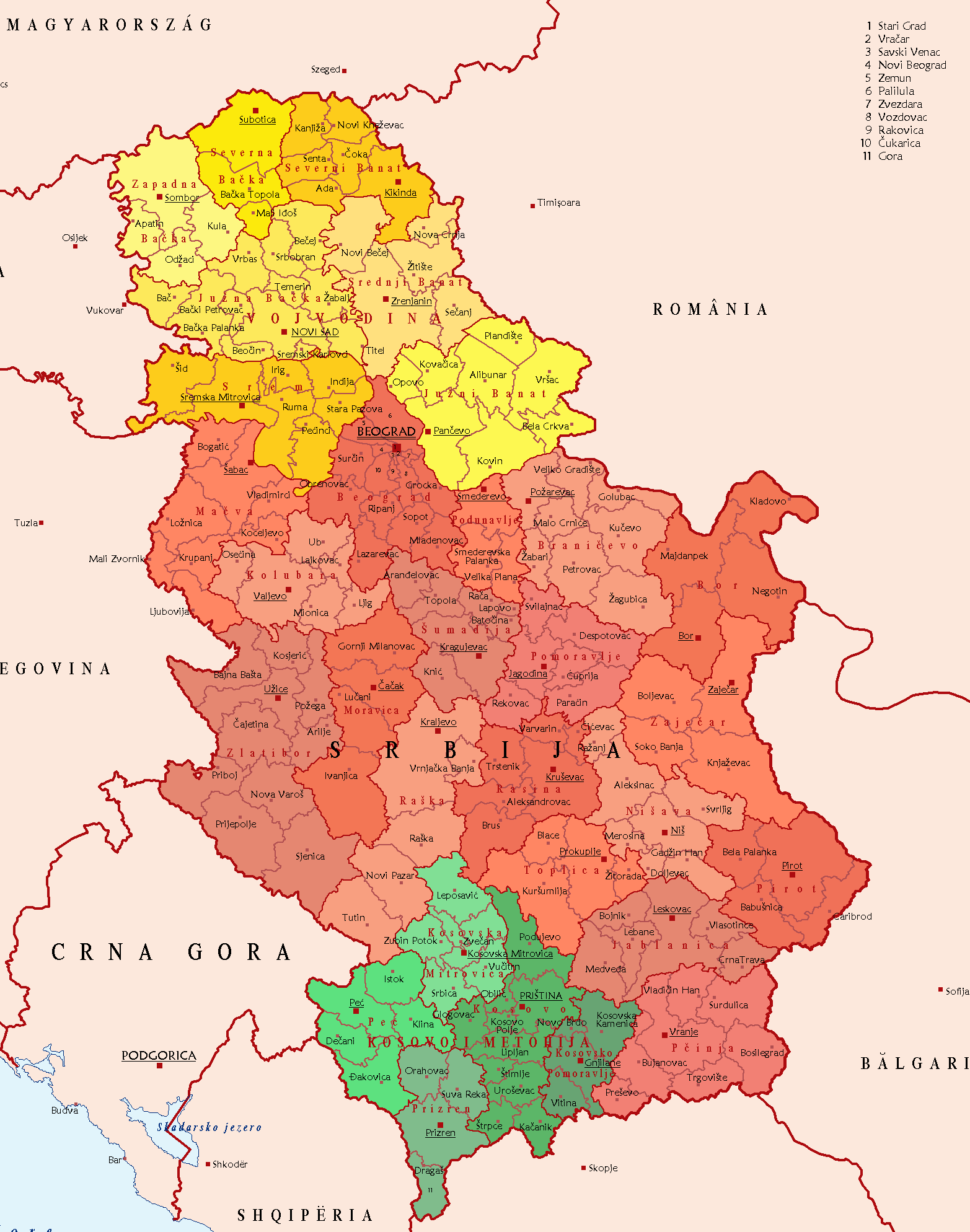
塞爾維亞行政區劃

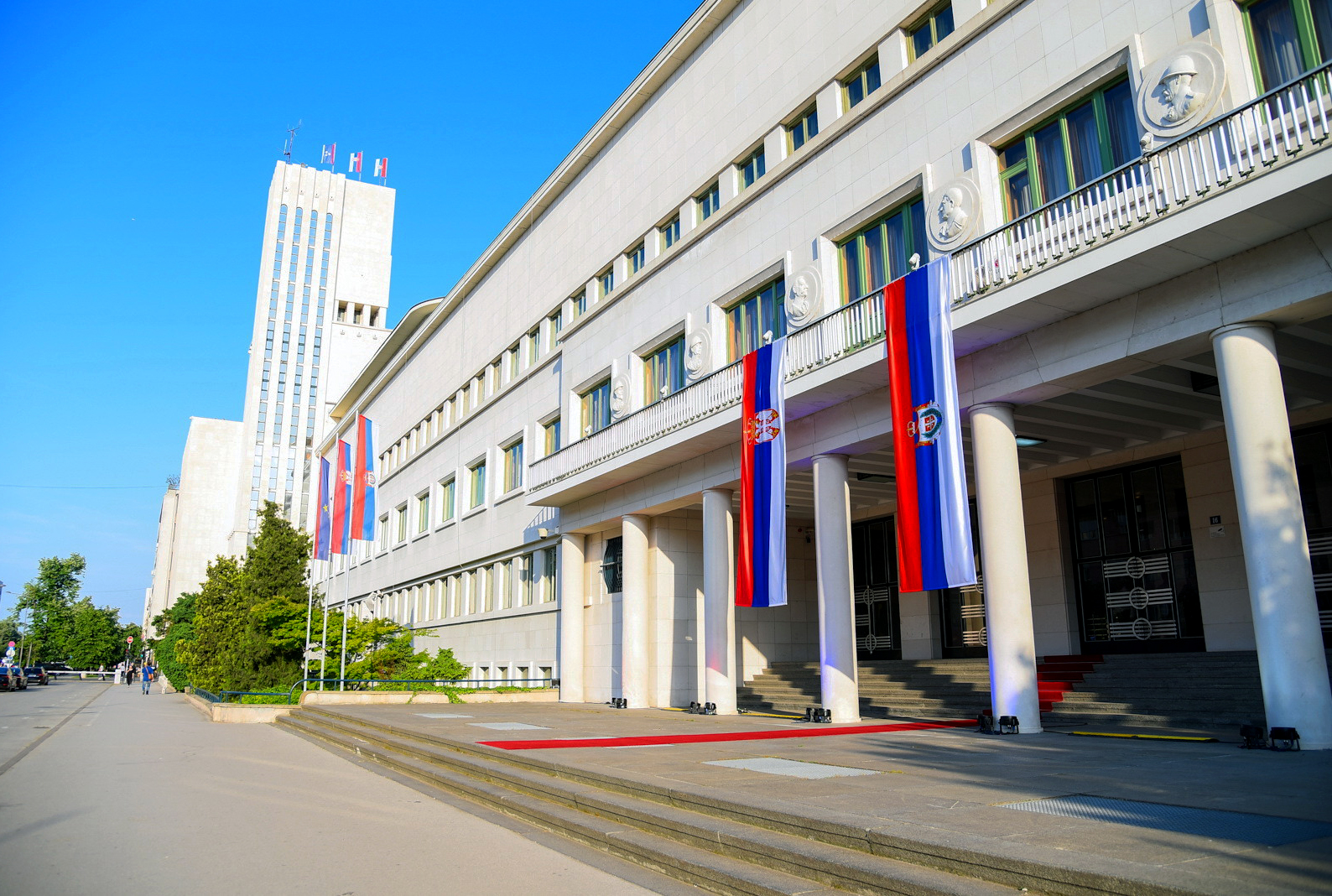
諾維薩德的巴諾維納宮、伏伊伏丁那政府、伏伊伏丁那議會建築群

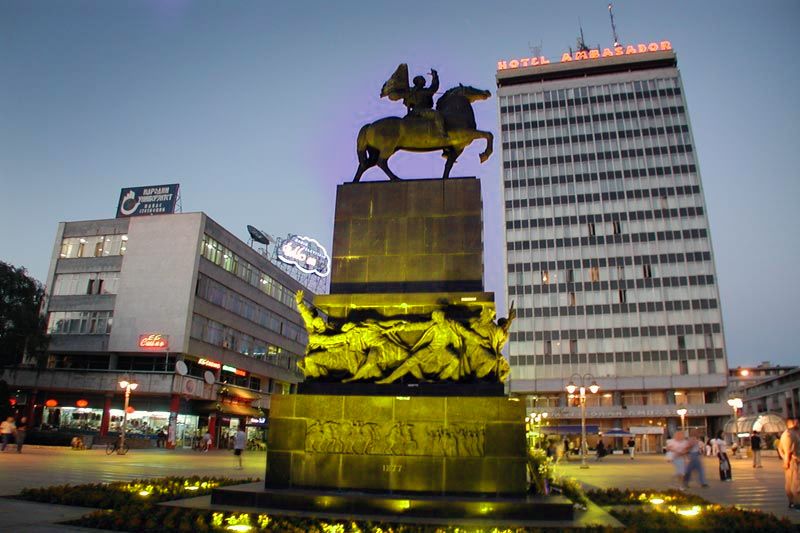
尼什

塞爾維亞是一個單一制國家，由市镇和城市、行政区及两个自治省组成。在塞尔维亚共有145个市镇和29个城市，这些是地方自治政府的基层行政单位。除市镇和城市之外，还有29个行政区，贝尔格莱德市也具有类似行政区的地位。贝尔格莱德市有自己的民选政府，但其他行政区仅是中央政府的区域行政中心，没有单独的行政权，它们仅是中央政府的行政管理区划。
塞尔维亚宪法确认两个自治省：北部的伏伊伏丁那自治省和南部具有领土争议的科索沃和梅托希亚自治省。两个自治省之外的其他领土通称为中塞爾維亞，但其从未有过自己的区域政府。科索沃战争后根据联合国安全理事会第1244号决议，联合国维和部队驻入科索沃和梅托希亚。塞尔维亚政府不承认科索沃在2008年2月宣布的独立，认为其为非法且没有法律依据。
| | \| 1. 博爾區 2. 布拉尼切沃区 3. 貝爾格萊德市 4. 扎耶查爾區 5. 西巴奇卡區 6. 茲拉蒂博爾區 7. 亚布拉尼察区 8. 南巴納特區 9. 南巴奇卡區 10. 科盧巴拉區 \| 1. 科索沃区 2. 科索沃米特罗维察区 3. 科索沃波莫拉夫列区 4. 马奇瓦区 5. 摩拉维察区 6. 尼沙瓦区 7. 佩奇区 8. 皮羅特區 9. 波杜纳夫列区 10. 波莫拉夫列区 \| 1. 普里茲倫區 2. 普奇尼亞區 3. 拉西纳区 4. 拉什卡区 5. 北巴納特區 6. 北巴奇卡區 7. 中巴納特區 8. 斯雷姆區 9. 托普利察区 10. 舒馬迪亞區 \| | |
| 1. 博爾區 2. 布拉尼切沃区 3. 貝爾格萊德市 4. 扎耶查爾區 5. 西巴奇卡區 6. 茲拉蒂博爾區 7. 亚布拉尼察区 8. 南巴納特區 9. 南巴奇卡區 10. 科盧巴拉區 | 1. 科索沃区 2. 科索沃米特罗维察区 3. 科索沃波莫拉夫列区 4. 马奇瓦区 5. 摩拉维察区 6. 尼沙瓦区 7. 佩奇区 8. 皮羅特區 9. 波杜纳夫列区 10. 波莫拉夫列区 | 1. 普里茲倫區 2. 普奇尼亞區 3. 拉西纳区 4. 拉什卡区 5. 北巴納特區 6. 北巴奇卡區 7. 中巴納特區 8. 斯雷姆區 9. 托普利察区 10. 舒馬迪亞區 |

## 人口
| 民族成分(2011) | 民族成分(2011) | 民族成分(2011) | 民族成分(2011) | 民族成分(2011) |
| -------------- | -------------- | -------------- | -------------- | -------------- |
|                |                |                |                |                |
| 塞尔维亚族     | 塞尔维亚族     |                | 83.3%          | 83.3%          |
| 匈牙利族       | 匈牙利族       |                | 3.5%           | 3.5%           |
| 罗马尼亚族     | 罗马尼亚族     |                | 2.1%           | 2.1%           |
| 波斯尼亚族     | 波斯尼亚族     |                | 2%             | 2%             |
| 克罗地亚族     | 克罗地亚族     |                | 0.8%           | 0.8%           |
| 斯洛伐克族     | 斯洛伐克族     |                | 0.7%           | 0.7%           |
| 其它           | 其它           |                | 4.7%           | 4.7%           |
| 未分类/未知    | 未分类/未知    |                | 3.3%           | 3.3%           |

自1990年代初以來，塞爾維亞一直在經歷一場人口危機，死亡率不斷超過其出生率。據估計，1990年代有300,000人離開塞爾維亞，其中20%接受過高等教育。此後，塞爾維亞人口的平均年齡位居世界前列，為42.9歲，同時其人口正在以世界上最快的速度之一萎縮。五分之一的家庭只有一個人，只有四分之一的家庭有四人以上。塞爾維亞的平均預期壽命為76.1歲。
塞爾維亞族人口有近六百萬，是塞爾維亞最大的族群，佔總人口的83%。匈牙利族人口為25萬人，是塞爾維亞最大的少數民族，主要集中在伏伊伏丁那北部，佔全國人口的3.5%。根據2011年的人口普查，羅姆人為147,604人，但非官方估計他們的實際人數在400,000至500,000之間。有14.5萬波斯尼亞人集中在西南部。其他少數民族包括克羅地亞人、斯洛伐克人、阿爾巴尼亞人、黑山人、弗拉赫人、羅馬尼亞人、馬其頓人和保加利亞人。中國人估計有15,000人，是唯一的非歐洲移民少數群體。

## 經濟

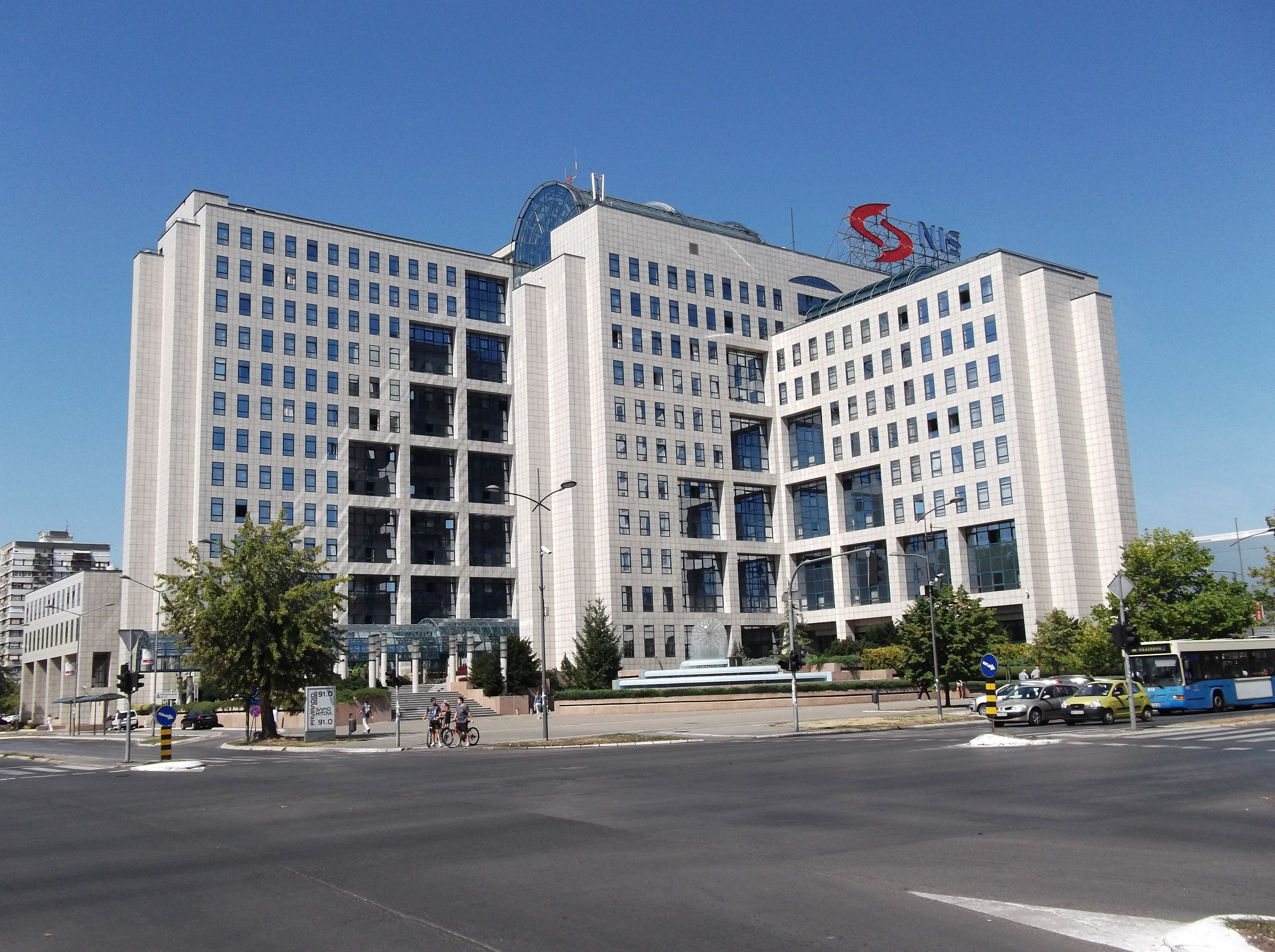
NIS能源公司位于诺维萨德的总部大楼

塞爾維亞是一個處於中高收入範圍的新興市場經濟體。根據國際貨幣基金組織，官方估計2018年塞爾維亞名義國內生產總值為506.51億美元，人均7,243美元，而購買力平價國內生產總值為1227.59億美元，人均17,555美元。經濟以服務業為主，佔GDP的67.9%，其次是工業，佔GDP的26.1%，農業佔GDP的6%。塞爾維亞官方貨幣為塞爾維亞第納爾（ISO代碼：RSD），中央銀行為塞爾維亞國家銀行. 貝爾格萊德證券交易所是該國唯一的證券交易所，市值為86.5億美元，以BELEX15為主要指數，代表15隻流動性最強的股票。該國在社會進步指數中排名第52位，在全球和平指數中排名第51位。
經濟已受到全球經濟危機的影響。在經歷了近十年的強勁經濟增長（平均每年4.45%）之後，塞爾維亞於2009年以-3%的負增長進入衰退，2012年和2014年分別為-1%和-1.8%。由於政府正在應對危機的影響，公共債務上升一倍多，從危機前的略低於30%到GDP的70%左右，最近呈下降趨勢，降至50%左右。勞動力為320萬，其中56%受僱於服務業，28.1%受僱於工業，15.9%受僱於農業。2019 年 5 月的平均月淨工資為47,575第納爾或525美元。
自2000年以來，塞爾維亞吸引了超過400億美元的外國直接投資。進行投資的公司包括：快意佳士拿汽車、西門子、博世、菲利普莫里斯、米其林、可口可樂、嘉士伯等。在能源領域，俄羅斯能源巨頭俄羅斯天然氣工業股份公司和盧克石油公司進行了大量投資。在冶金領域，中國鋼鐵和銅業巨頭、河鋼和紫金礦業已經收購了關鍵綜合體。
塞爾維亞的進口超過出口25%。然而，塞爾維亞的出口在過去幾年中穩步增長，2018年達到192億美元。該國與歐洲自由貿易聯盟和歐洲自由貿易聯盟簽訂了自由貿易協定，與歐盟簽訂了優惠貿易制度，與歐盟建立了普遍優惠制度。美國，以及與俄羅斯、白俄羅斯、哈薩克斯坦和土耳其的個別自由貿易協定。

### 交通

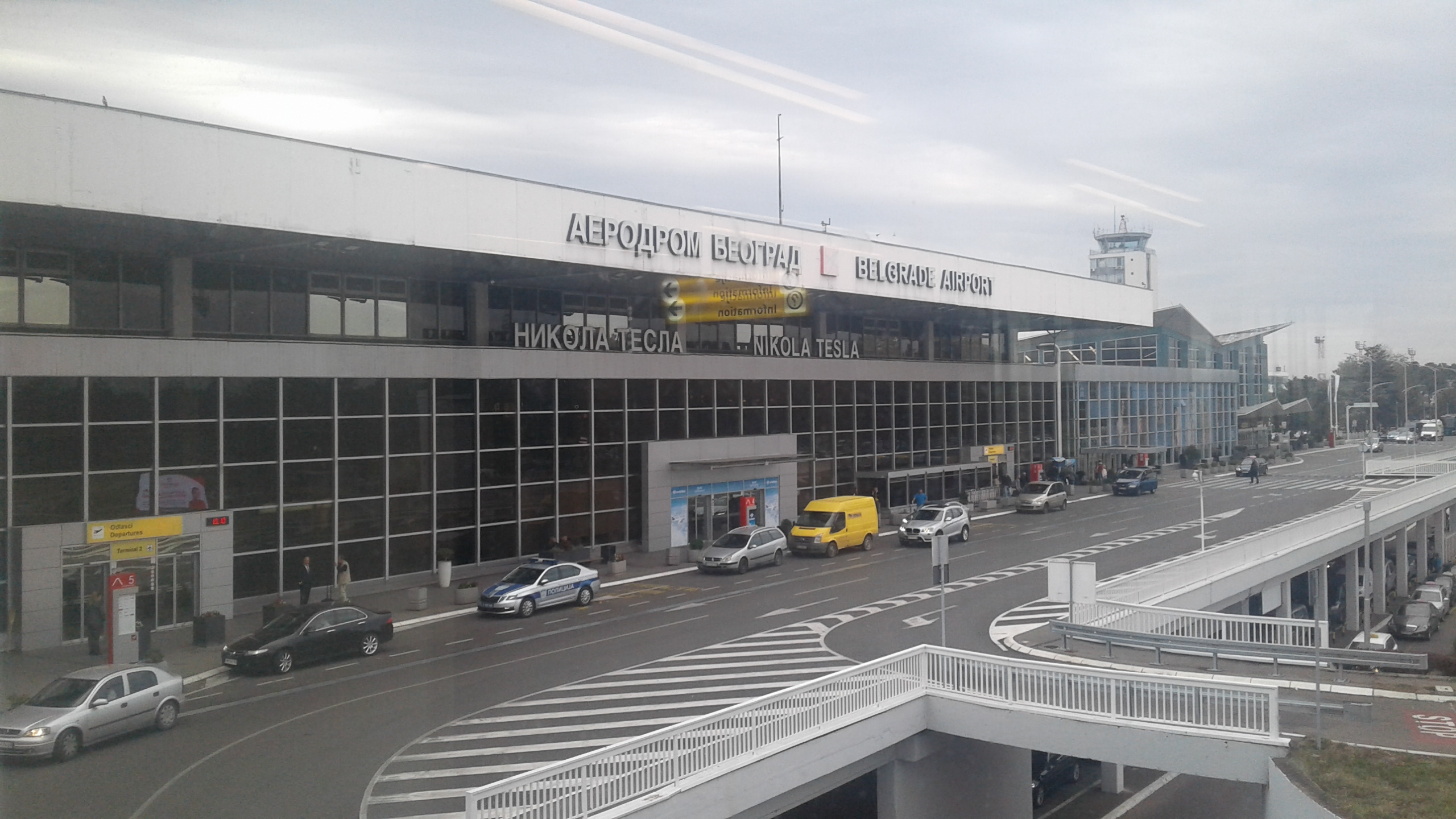
貝爾格勒尼古拉·特斯拉機場

塞爾維亞是歐洲的戰略交通要地，該國中部的摩拉瓦河谷是從歐洲大陸到小亞細亞和近東最便捷的陸路路線。
塞爾維亞有3819公里的鐵路，其中電氣化1279公里，複線283公里。塞爾維亞公路網承載著該國的大部分交通。道路總長45419公里，其中962公里為“IA級國道”（即高速公路）；4517公里為“IB級國道”（國道）；“二級國道”（區域道路）10941公里，“市政道路”23780公里。
塞爾維亞有三個主要的民航機場。貝爾格勒尼古拉·特斯拉機場在2019年為620萬名乘客提供服務，是旗艦航空公司塞爾維亞航空公司的樞紐，該航空公司飛往32個國家的59個目的地，並在2019年運送了約280萬名乘客。尼什康斯坦丁大帝機場和摩拉瓦機場主要為低成本航空公司提供餐飲服務，但也作為塞爾維亞航空的二級樞紐。
塞爾維亞擁有發達的內陸水運，內陸水道可通航1,716公里，其中河流可通航1,043公里，運河可通航673公里，幾乎都位於該國北部三分之一的地區。最重要的內陸水道是多瑙河。其他可通航的河流包括薩瓦河、蒂薩河、貝吉河和蒂米甚河，2018年，超過800萬噸貨物通過塞爾維亞的河流和運河運輸，最大的河港是諾維薩德、貝爾格萊德、潘切沃、斯梅代雷沃、普拉霍沃和沙巴克。

## 教育

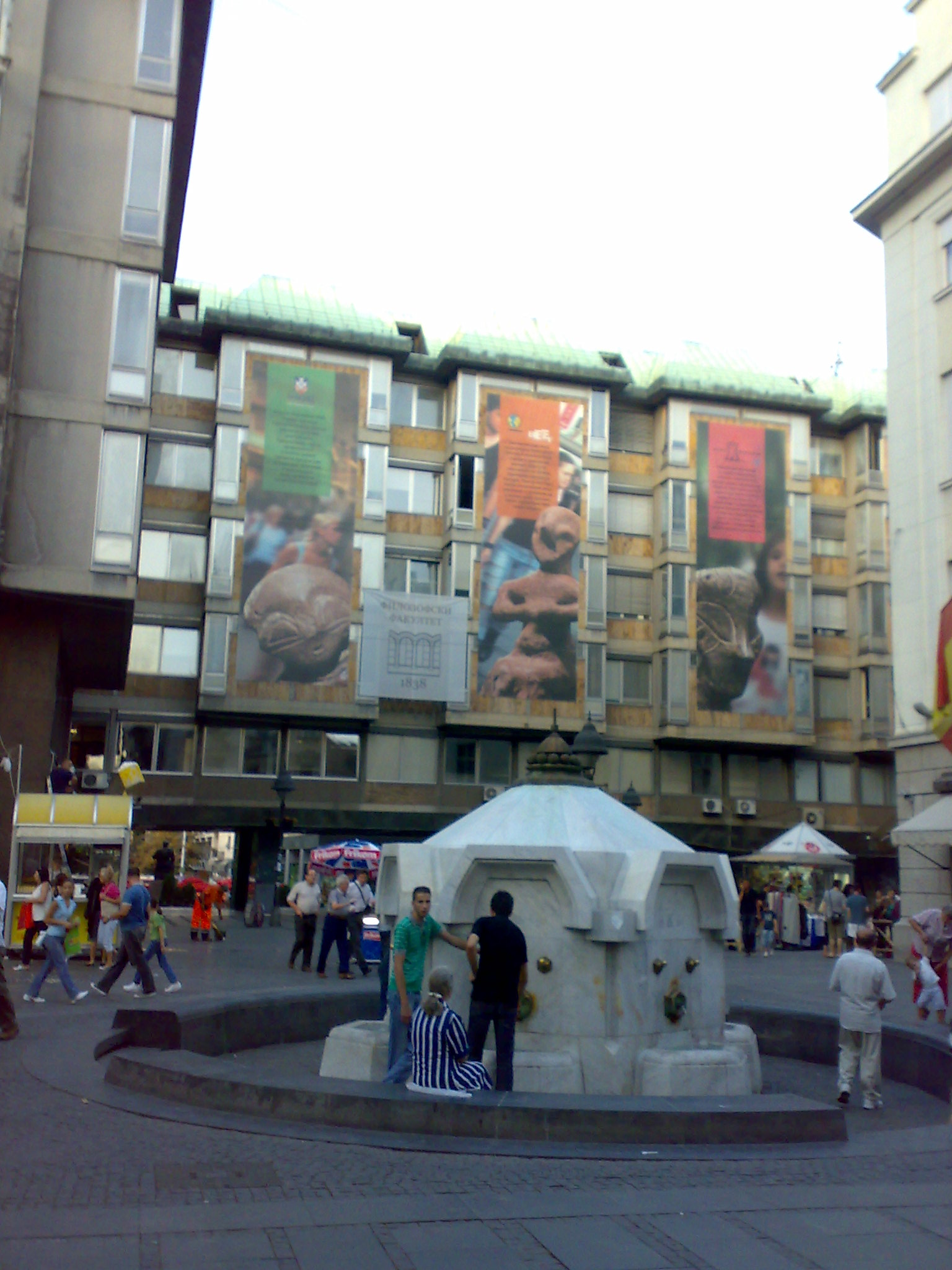
贝尔格莱德大学

塞爾維亞的教育受教育和科學部管理。教育從學前班或小學開始。孩子七歲就讀小學。義務教育由八年級小學組成。學生有機會再到職業學校學習四年，或參加2-3年的職業培訓，之後就有機會上大學。還提供塞爾維亞公認的少數民族語言的初等和中等教育，課程以匈牙利語，斯洛伐克語，阿爾巴尼亞語，羅馬尼亞語等教授，保加利亞語以及波斯尼亞語和克羅地亞語進行。佩特尼察科學中心是一所著名的針對天才學生的課外科學教育機構。
塞爾維亞有19所大學（9所公立大學共有86個系，10所私立大學擁有51個系）。在2018/2019學年，有210,480名學生就讀了19所大學（公立大學為181,310名，私立大學為29,170名），而47,169名學生就讀於81所高等學校。塞爾維亞的公立大學包括：貝爾格萊德大學（最古老的大學，創建於1808年，是最大的大學，擁有97,696名本科生和研究生），諾維薩德大學（成立於1960年，學生人數為42489人），尼什大學（成立於1965年，有20,559名學生），克拉古耶瓦克大學（成立於1976年，14053名學生），普里什蒂納大學（位於北米特羅維察），諾維帕扎爾公立大學以及三所專業大學– 藝術，國防大學和刑事調查與警察大學。貝爾格萊德大學（在2013年上海世界大學排名上排名301-400，在歐洲排名第二，僅次於雅典和塞薩洛尼基大學）和諾維薩德大學被普遍認為是國家最好的高等教育機構。
塞爾維亞在2017年的科研經費中佔GDP的0.9％，略低於歐洲平均水平，塞爾維亞在2020年的全球創新指數中排名第53位，高於2019年的第57位。自2018年以來，塞爾維亞是歐洲核子研究組織的正式成員。塞爾維亞在數學和計算機科學領域有著卓越的悠久歷史，儘管1990年代的經濟制裁和對研究的長期投資不足迫使許多科學專業人才離開該國，但它創造了強大的工程人才庫。儘管如此，塞爾維亞仍在一些領域保持優勢，例如不斷發展的信息技術領域，其中包括軟件開發和外包。它在2018年產生了超過12億美元的出口，既來自國際投資者，也來自大量動態的本土企業。塞爾維亞是科學界女性比例最高的國家之一。在塞爾維亞運作的科研機構中，最大的是貝爾格萊德的米海洛·卜平研究所和文尼采核能研究所。塞爾維亞科學與藝術學院自1841年成立以來就致力於促進科學和藝術。塞爾維亞擁有強大的科學技術生態系統，培養了許多知名科學家，為科學技術領域做出了巨大貢獻。

## 文化和宗教

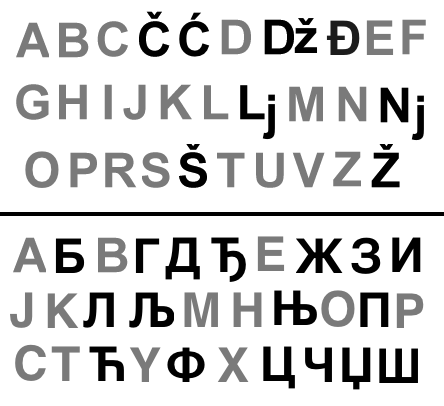
塞尔维亚语拉丁字母表（上）和塞尔维亚西里尔字母表（下）

幾個世紀以來，跨越東西方邊界的塞爾維亞領土一直被羅馬帝國的東半部和西半部瓜分。然後在拜占庭和匈牙利王國之間；在奧斯曼帝國和哈布斯堡帝國之間的近代早期。這些重疊的影響導致了整個塞爾維亞的文化多樣性；它的北部傾向於中歐的輪廓，而南部則是更廣闊的巴爾幹甚至地中海的特徵。拜占庭對塞爾維亞的影響是深遠的，首先是通過在中世紀早期引入東方基督教。塞爾維亞東正教有許多修道院建於塞爾維亞中世紀。塞爾維亞也受到威尼斯共和國的影響，主要是通過貿易、文學和羅馬式建築。
根據2011年的人口普查，塞爾維亞的識字率佔人口的98％，而計算機識字率則為49％（完全計算機識字率是34.2％）。相同的人口普查顯示了以下教育程度：16.2％的居民具有高等教育（10.6％的擁有本科學士或碩士學位，5.6％的擁有副學士），49％的具有中等教育，20.7％的具有基礎教育，13.7％ 尚未完成基礎教育。塞尔维亚官方语言为塞尔维亚语，为塞尔维亚-克罗地亚语的标准形式，88%的塞尔维亚人口使用这一语言。塞尔维亚是全欧洲唯一仍旧使用双文制的国家，西里尔字母和拉丁字母均得到使用。塞尔维亚语西里尔字母为该国官方文字。受官方承认的少数语言包括匈牙利语、斯洛伐克语、阿尔巴尼亚语、罗马尼亚语、保加利亚语和卢森尼亚语，以及另两种标准化塞尔维亚-克罗地亚语言：波斯尼亚语和克罗地亚语。在所有相应少数族裔人口占总人口超过15%的市镇，这些语言均为官方语言。
塞爾維亞的主要宗教是基督教，佔全國總人口86.6%，其中約有81.1%的人屬於東正教，主要是塞爾維亞正教會，約有3.9%屬於天主教，1.7%屬於其他基督教教派。伊斯蘭教佔全國人口的4.2%。而無宗教的人口有1.2%。

### 體育
近年塞爾維亞共和國的網球运动員表現突出，包括首個男子單打大滿貫得主及世界排名第一與奧運金牌诺瓦克·德约科维奇、首個女子單打大滿貫得主及世界排名第一安娜·伊萬諾維奇、前女子世界排名第一耶萊娜·揚科維奇、揚科·蒂普薩雷維奇、男子雙打大滿貫得主及前世界第一內納德·齊莫尼奇等。
足球是塞爾維亞人最為熱衷的集體運動項目，塞爾維亞國家足球隊亦是歐洲足壇的一支勁旅，著名球員包括曾經效力英超班霸曼聯的內馬尼亞·維迪奇、現在効力曼聯的內馬尼亞·馬蒂奇，效力意甲勁旅國際米蘭的德扬·斯坦科维奇以及费内巴切的米洛斯·克拉西奇、曾經效力切爾西的伊萬諾維奇等。
塞爾維亞是世界篮球的傳統強國之一，作為塞爾維亞國家男子籃球隊已經兩奪世界冠軍（1998年和2002年），三個歐洲冠軍（1995年，1997年和2001年）和兩個奧運會銀牌獎牌（1996年和2016年）。該女子國家籃球隊已兩奪歐洲冠軍杯（2015年，2021）和奧運會的銅牌（2016年），冷戰結束後共有31塞爾維亞球員在NBA。
著名球員包括：
- 佩賈·史托亞柯維奇（1996年）
- 达科·米里西奇（2003年榜眼）
- 米洛什·特奥多西奇（2009年選秀落選，2017年加入快艇）
- 博班·馬揚諾維奇（2010年選秀落選，2015年加入馬刺）
- 波格丹·波格丹諾維奇（2014年/總順位：27）
- 尼古拉·約基奇（2014年/總順位：41）
- 尼古拉·約維奇（2022年）
- 尼古拉·托皮奇（英语：Nikola Topić）（2024年）

## 注解
1. ↑  不包括科索沃